# Rościsławicka Góra
Rościsławicka Góra – wzgórze, wzniesienie, położone w obrębie Wzgórz Trzebnickich, w mikroregionie Grzbietu Trzebnickiego. Znajduje się w gminie Oborniki Śląskie. Jego wierzchołek położony jest na wysokości bezwzględnej 151 m n.p.m.

## Położenie i otoczenie
Rościsławicka Góra jest częścią Wzgórz Trzebnickich, będących mezoregionem o identyfikatorze 318.44 (według regionalizacji fizycznogeograficznej opracowanej przez Jerzego Kondrackiego), należących do Wału Trzebnickiego (makroregion o indeksie 318.4). W ramach tych Wzgórz Trzebnickich wyróżnia się także mikroregion, obejmujący Rościsławicką Górę – Grzbiet Trzebnicki (mikroregion o indeksie 318.444). Wzgórze to leży w południowo-zachodniej części Grzbietu Trzebnickiego. Pod względem regionalizacji przyrodniczo-leśnej wzgórze położone jest w mezoregionie Wzgórz Trzebnicko-Ostrzeszowskich.
Natomiast pod względem podziału administracyjnego wzniesienie jest położone na terenie gminy Oborniki Śląskie, w obrębie ewidencyjnym Jary. Gmina ta przynależy do powiatu Trzebnickiego w województwie dolnośląskim.
W kierunku południowym rozpościera się Pradolina Wrocławska (mezoregion 318.52). Poczynając od zachodu w kierunku wschodnim po stornie północnej od wzgórza znajdują się takie obiekty fizjograficzne Wzgórz Trzebnickich jak: Stróżek, Głaźnik, Sienna, Płaskowyż Lipy, Długie Wzgórze, Ruska Górka. Na południowym wschodzie leży Równina Oleśnicka (mezoregion 318.56).

## Charakterystyka
Najwyższy punkt wzgórza ma wysokość bezwzględną 151 m n.p.m.. W rejonie wierzchołka wzniesienia teren pokryty jest lasem. Podlegają one Nadleśnictwu Oborniki Śląskie, leśnictwu Jary. 
Przy wierzchołku przebiega droga z Jarów do Rościsławic, nosząca niegdyś nazwę Pech Straße, a współcześnie Smolna Droga. Las pokrywający ten obszar nosił nazwę Breslauer Stadtwald. Obecnie są to Lasy Obornickie.

## Nazwa
Nazwa Rościsławicka Góra jest nazwą urzędową. Została ustalona i ujęta w państwowym rejestrze nazw geograficznych na podstawie Zarządzenia nr 70 z dnia 30 marca 1954 r. wydanego przez Prezesa Rady Ministrów (Monitor Polski z 1954 nr 38, poz. 516). Odnosi się ona do ukształtowania terenu należącego do rodzaju wzgórza, wzniesienia. W rejestrze tym przypisano jej identyfikator 205724. Podaje on współrzędne geograficzne punktu głównego masywu: szerokość geograficzna – 51°17'14" N, długość geograficzna – 16°51'46" E.
W czasie przynależności tego obszaru do Niemiec wzniesienie nosiło nazwę Hölle Berg.